# Área de Broca
Área de Broca, é uma região do lobo frontal do hemisfério dominante, geralmente o esquerdo, do cérebro com funções ligadas à produção da fala.
O processamento da linguagem tem sido associado à área de Broca desde que Pierre Paul Broca relatou deficiências em dois pacientes. Eles perderam a capacidade de falar após lesão no giro frontal inferior posterior (pars triangularis) (BA45) do cérebro. Desde então, a região aproximada que ele identificou passou a ser conhecida como área de Broca, e o déficit na produção da linguagem como afasia de Broca, também chamada de afasia expressiva . A área de Broca agora é normalmente definida em termos da pars opercularis e pars triangularis do giro frontal inferior, representada no mapa citoarquitetônico de Brodmann como área 44 de Brodmann e área 45 de Brodmann do hemisfério dominante.
A ressonância magnética funcional (fMRI) mostrou que o processamento da linguagem também envolve a terceira parte do giro frontal inferior, a pars orbitalis, bem como a parte ventral de BA6 e estes são agora frequentemente incluídos em uma área maior chamada região de Broca.
Estudos sobre afasia crônica implicaram um papel essencial da área de Broca em várias funções da fala e da linguagem. Além disso, estudos de fMRI também identificaram padrões de ativação na área de Broca associados a várias tarefas de linguagem. No entanto, a lenta destruição da área de Broca por tumores cerebrais pode deixar a fala relativamente intacta, sugerindo que as suas funções podem mudar para áreas próximas do cérebro.

## Estrutura
A área de Broca é frequentemente identificada pela inspeção visual da topografia do cérebro, seja por marcos macroestruturais, como sulcos, ou pela especificação de coordenadas em um espaço de referência específico. O atlas Talairach e Tournoux atualmente usado projeta o mapa citoarquitetônico de Brodmann em um modelo cerebral. Como a parcelação de Brodmann foi baseada na inspeção visual subjetiva das bordas citoarquitetônicas e também como Brodmann analisou apenas um hemisfério de um cérebro, o resultado é impreciso. Além disso, devido à variabilidade considerável entre os cérebros em termos de forma, tamanho e posição em relação à estrutura sulcal e giral, a precisão de localização resultante é limitada.
No entanto, a área de Broca no hemisfério esquerdo e o seu homólogo no hemisfério direito são designações habitualmente utilizadas para se referir à parte triangular do giro frontal inferior (PTr) e à parte opercular do giro frontal inferior (POp). O PTr e o POp são definidos por marcos estruturais que dividem apenas probabilisticamente o giro frontal inferior em áreas citoarquitetônicas anterior e posterior de 45 e 44, respectivamente, pelo esquema de classificação de Brodmann .
A área 45 recebe mais conexões aferentes do córtex pré-frontal, do giro temporal superior e do sulco temporal superior, em comparação com a área 44, que tende a receber mais conexões aferentes das regiões motora, somatossensorial e parietal inferior.
As diferenças entre as áreas 45 e 44 na citoarquitetura e na conectividade sugerem que estas áreas podem desempenhar funções diferentes. De fato, estudos recentes de neuroimagem mostraram que o PTr e o Pop, correspondentes às áreas 45 e 44, respectivamente, desempenham diferentes papéis funcionais no ser humano no que diz respeito à compreensão da linguagem e ao reconhecimento/compreensão da ação. A área de Broca é cerca de 20% maior nas mulheres do que nos homens.

## Funções

### Compreensão da linguagem
Por muito tempo, presumiu-se que o papel da área de Broca era mais voltado à produção da linguagem do que à compreensão da linguagem. No entanto, há evidências que demonstram que a área de Broca também desempenha um papel significativo na compreensão da linguagem. Pacientes com lesões na área de Broca que apresentam produção agramatical da fala também apresentam incapacidade de utilizar informações sintáticas para determinar o significado das sentenças. Além disso, vários estudos de neuroimagem implicaram um envolvimento da área de Broca, particularmente da pars opercularis do giro frontal inferior esquerdo, durante o processamento de sentenças complexas. Além disso, experimentos de ressonância magnética funcional (fMRI) mostraram que sentenças altamente ambíguas resultam em um giro frontal inferior mais ativado. Portanto, o nível de atividade no giro frontal inferior e o nível de ambiguidade lexical são diretamente proporcionais entre si, devido às crescentes demandas de recuperação associadas a conteúdos altamente ambíguos.
Há também especialização para aspectos particulares de compreensão na área de Broca. Trabalho de Devlin et al. (2003)  mostraram em um estudo de estimulação magnética transcraniana repetitiva ( EMTr ) que houve um aumento nos tempos de reação ao realizar uma tarefa semântica sob EMTr direcionada à pars triangularis (situada na parte anterior da área de Broca). O aumento nos tempos de reação é indicativo de que essa área específica é responsável pelo processamento dessa função cognitiva. A interrupção dessas áreas via TMS interrompe os cálculos realizados nas áreas, levando a um aumento no tempo necessário para realizar os cálculos (refletido nos tempos de reação). Trabalhos posteriores de Nixon et al. (2004)  mostraram que quando a pars opercularis (situada na parte posterior da área de Broca) foi estimulada sob EMTr houve um aumento nos tempos de reação em uma tarefa fonológica . Gough et al. (2005)  realizaram um experimento combinando elementos desses trabalhos anteriores, no qual tarefas fonológicas e semânticas foram realizadas com estimulação EMTr direcionada à parte anterior ou posterior da área de Broca. Os resultados deste experimento distinguiram conclusivamente a especialização anatômica dentro da área de Broca para diferentes componentes da compreensão da linguagem. Aqui os resultados mostraram que sob estimulação com EMTr:
- As tarefas semânticas só mostraram uma diminuição nos tempos de reação quando a estimulação foi direcionada para a parte anterior da área de Broca (onde uma diminuição de 10% (50 ms) foi observado em comparação com um grupo de controle sem EMT)
- As tarefas fonológicas mostraram uma diminuição nos tempos de reação quando a estimulação foi direcionada para a parte posterior da área de Broca (onde uma diminuição de 6% (30 ms) foi visto em comparação com o controle)

Resumindo, o trabalho acima mostra especialização anatômica na área de Broca para compreensão da linguagem, sendo a parte anterior da área de Broca responsável por compreender o significado das palavras (semântica) e a parte posterior da área de Broca responsável por compreender como as palavras soam (fonologia).

### Reconhecimento e produção de ações
Experimentos recentes indicaram que a área de Broca está envolvida em diversas tarefas cognitivas e perceptivas. Uma importante contribuição da área 44 de Brodmann também é encontrada nos processos motores. A observação de sombras de mãos significativas que lembram animais em movimento ativa a área frontal da linguagem, demonstrando que a área de Broca realmente desempenha um papel na interpretação da ação dos outros. Uma ativação do BA 44 também foi relatada durante a execução de preensão e manipulação.

### Gestos associados à fala
Especulou-se que, como os gestos associados à fala poderiam reduzir a ambiguidade lexical ou sentencial, a compreensão deveria melhorar na presença de gestos associados à fala. Como resultado da melhoria da compreensão, o envolvimento da área de Broca deverá ser reduzido.
Muitos estudos de neuroimagem também mostraram ativação da área de Broca ao representar gestos significativos do braço. Um estudo recente mostrou evidências de que palavra e gesto estão relacionados no nível da tradução de aspectos específicos do gesto, como seu objetivo motor e intenção. Esta descoberta ajuda a explicar porque é que, quando esta área é deficiente, aqueles que utilizam a linguagem gestual também apresentam défices de linguagem. Esta descoberta, de que aspectos dos gestos são traduzidos em palavras dentro da área de Broca, também explica o desenvolvimento da linguagem em termos de evolução. Na verdade, muitos autores propuseram que a fala evoluiu a partir de uma comunicação primitiva que surgiu a partir de gestos.

#### Falando sem a área de Broca
Os danos à área de Broca são comumente associados à fala telegráfica composta de vocabulário de conteúdo. Por exemplo, uma pessoa com afasia de Broca pode dizer algo como: "Dirija, faça compras. Mãe". querendo dizer: "Minha mãe me levou até a loja hoje." Portanto, o conteúdo da informação está correto, mas falta a gramática e a fluidez da frase.
O papel essencial da área de Broca na produção da fala tem sido questionado, uma vez que pode ser destruída deixando a linguagem quase intacta. Num caso de um engenheiro informático, um tumor de glioma de crescimento lento foi removido. O tumor e a cirurgia destruíram o giro frontal inferior e médio esquerdo, a cabeça do núcleo caudado, o membro anterior da cápsula interna e a ínsula anterior. Porém, houve problemas mínimos de linguagem três meses após o afastamento e o indivíduo retornou ao seu trabalho profissional. Esses pequenos problemas incluem a incapacidade de criar sentenças sintaticamente complexas incluindo mais de dois sujeitos, múltiplas conjunções causais ou discurso relatado . Estes foram explicados pelos pesquisadores como devido a problemas de memória de trabalho . Eles também atribuíram sua falta de problemas a extensos mecanismos compensatórios possibilitados pela plasticidade neural no córtex cerebral próximo e por uma mudança de algumas funções para a área homóloga no hemisfério direito.

## Importância clinica

### Gagueira
Um distúrbio da fala conhecido como gagueira está associado à hipoatividade na área de Broca.

### Afasia
Afasia é um distúrbio de linguagem adquirido que afeta todas as modalidades, como escrita, leitura, fala e audição, e resulta de danos cerebrais. Muitas vezes é uma condição crônica que cria mudanças em todas as áreas da vida.
| Tipo de afasia                 | Repetição de fala | Nomeação       | Compreensão auditiva | Fluência                       |
| ------------------------------ | ----------------- | -------------- | -------------------- | ------------------------------ |
| Afasia expressiva              | Moderado-grave    | Moderado-grave | Dificuldade leve     | Não fluente, trabalhoso, lento |
| Afasia receptiva               | Leve-grave        | Leve-grave     | Defeituoso           | Parafásico Fluente             |
| Afasia de condução             | Pobre             | Pobre          | Relativamente bom    | Fluente                        |
| Afasia transcortical mista     | Moderado          | Pobre          | Pobre                | Não fluente                    |
| Afasia motora transcortical    | Bom               | Leve-grave     | Leve                 | Não fluente                    |
| Afasia sensorial transcortical | Bom               | Moderado-grave | Pobre                | Fluente                        |
| Afasia global                  | Pobre             | Pobre          | Pobre                | Não fluente                    |
| Afasia anômica                 | Leve              | Moderado-grave | Leve                 | Fluente                        |

## História
Num estudo publicado em 2007, os cérebros preservados tanto de Leborgne como de Lelong (pacientes de Broca ) foram reinspeccionados utilizando ressonância magnética volumétrica de alta resolução. O objetivo deste estudo foi escanear os cérebros em três dimensões e identificar com mais detalhes a extensão das lesões corticais e subcorticais. O estudo também procurou localizar o local exato da lesão no lobo frontal em relação ao que hoje é chamado de área de Broca com a extensão do envolvimento subcortical.

### Pacientes de Broca

#### Louis Victor Leborgne
Leborgne era paciente de Broca. Aos 30 anos, ele era quase totalmente incapaz de produzir palavras ou frases. Ele foi capaz de produzir repetidamente apenas a palavra temps ("tempo" em inglês). Após sua morte, uma lesão neurossifilítica foi descoberta na superfície do lobo frontal esquerdo.

#### Lelong
Lelong era outro paciente de Broca. Ele também exibiu fala produtiva reduzida. Ele só conseguia dizer cinco palavras, 'sim', 'não', 'três', 'sempre' e 'lelo' (uma pronúncia incorreta de seu próprio nome). Uma lesão no lobo frontal lateral foi descoberta durante a autópsia de Lelong. O paciente anterior de Broca, Leborgne, apresentava essa lesão na mesma área do lobo frontal. Estes dois casos levaram Broca a acreditar que a fala estava localizada nesta área específica.

### Achados de ressonância magnética
O exame dos cérebros dos dois pacientes históricos de Broca com ressonância magnética de alta resolução produziu várias descobertas interessantes. Primeiro, os resultados da ressonância magnética sugerem que outras áreas além da área de Broca também podem ter contribuído para a redução da fala produtiva dos pacientes. Esta descoberta é significativa porque se descobriu que, embora as lesões apenas na área de Broca possam causar perturbações temporárias da fala, elas não resultam em paragem grave da fala. Portanto, existe a possibilidade de que a afasia denotada por Broca como ausência de fala produtiva também possa ter sido influenciada pelas lesões na outra região. </link> Outra descoberta é que a região, que já foi considerada crítica para o discurso de Broca, não é exatamente a mesma região que hoje é conhecida como área de Broca. Este estudo fornece mais evidências para apoiar a afirmação de que a linguagem e a cognição são muito mais complicadas do que se pensava e envolvem várias redes de regiões cerebrais.